# Wasenlöcher bei Illerberg
Das Naturschutzgebiet Wasenlöcher bei Illerberg liegt auf dem Gebiet der Stadt Senden im schwäbischen Landkreis Neu-Ulm.
Das Gebiet erstreckt sich nordwestlich von Illerberg, einem Gemeindeteil der Stadt Vöhringen. Im nördlichen Teil fließt der Wachtelgraben und hat seine Quelle, im südlichen Teil fließt der Landgraben, ein linker Zufluss der Leibi. Westlich des Gebietes verläuft die St 2031 und östlich die A 7.

## Bedeutung
Das 68,81 ha große Gebiet mit der Nr. NSG-00490.01 wurde im Jahr 1995  unter Naturschutz gestellt. Es handelt sich um den Rest eines der wenigen Moore des Unteren Illertals mit Anschluss an die östliche Illerleite, diese mit quellendurchzogenem Hangwaldgürtel.